# John Bray (cầu thủ bóng đá)
John Bray (16 tháng 3 năm 1937 – 1992) là một cầu thủ bóng đá. Là một hậu vệ phải ở Rishton, Bray khởi đầu sự nghiệp tại Blackburn Rovers, thi đấu tại Football League cũng như tại Chung kết Cúp FA 1960. Sau 153 lần ra sân tại Football League, và 2 bàn thắng, Bray chuyển đến Bury thi đấu mùa giải 1965–66, sau đó ông gia nhập đội bóng Ireland Drumcondra. Sau đó ông trở thành cầu thủ-huấn luyện viên tại Great Harwood Town.